# Сарекі
Сарекі (груз. სარეკი) — село в Грузії.
За даними перепису населення 2014 року в селі проживає 1420 осіб.